# Belleville-sur-Loire

Belleville-sur-Loire este o comună în departamentul Cher, Franța. În 1 ianuarie 2022 avea o populație de 990 de locuitori.